# 레이다바
레이다바(Рейдово)는 러시아의 도시이다. 사할린 주 쿠릴스키 군에 소속되어 있다. 일본은 이 지역을 홋카이도 네무로 지청 시베토로 군 산하의 시베토로 촌이라고 부르면서 영유권을 주장하고 있다.

## 지리
이투루프 섬 동부에 있어 이투루프 해협에 접하고 있다. 지형은 대체로 험하고 활화산이 겹겹이 늘어서 있고 해발은 1,200m 정도이다. 일정 당시 중심 취락에는 정사무소 외에 병원이나 초등학교, 절과 신사 등이 지어졌다. 현재는 인구의 대다수가 어업에 종사하고 있으며 연방정부 차원의 개발에 힘입어 인구가 다시 늘고 있다.

## 역사
에도 시대 중기 샤나 군역은 1754년에 마쓰마에번에 의해서 열린 구나시리 장소에 속했다. 1799년에는 천령이 되어 다카다야 가헤에에 의해서 에토로후 항로가 운행되게 되었다. 에도 시대 후기에 도달하면 구나시리 장소로부터 분립한 에토로후 장소에 속했다. 곤도 주조에 의하면 1800년에는 7향중 3향 6촌(시베토르 4촌, 마크마요이 1촌, 트우로 1촌)이 시베토로 군역에 있었다.
- 1869년 8월 15일 : 홋카이도 11국이 놓여져 지시마 국 시베토로 군이 성립하였다. 이듬해 시베토로 촌(蘂取村), 오토이마우시 촌(乙今牛村)이 두어졌다.
- 1945년 8월 28일 : 시베토로 군에 소련군이 진주하였다.
- 1945년 9월 2일 : 일본 정부가 항복문서에 조인, 동시에 일반 명령 제1호에 의해 소련이 점령하게 되었다.
- 1946년 2월 1일 : 소련 정부가 영유를 선언했다. 러시아 소비에트 연방 사회주의 공화국 산하의 하바롭스크 지방에 편입.
- 1948년 10월 : 주민들은 사할린섬으로 강제 이주된 후, 당시 일본을 통치하던 미 군정이 소련과 맺은 '소련지구 송환 미-소 잠정협정'(1946.11.27)에 따라 일본으로 송환되었다.
- 1967년 7월 8일 : 사할린주에 편입.